# Hecken
Hecken je občina v departmaju Haut-Rhin francoske regije Alzacija.
Leta 1990 je v občini živelo 372 oseb oz. 152 oseb/km².